# San Antonio el Limón Dos
San Antonio el Limón Dos är en ort i Mexiko.   Den ligger i kommunen Venustiano Carranza och delstaten Chiapas, i den sydöstra delen av landet, 800 km sydost om huvudstaden Mexico City. San Antonio el Limón Dos ligger 594 meter över havet och antalet invånare är 141.
Terrängen runt San Antonio el Limón Dos är varierad. Runt San Antonio el Limón Dos är det ganska glesbefolkat, med 35 invånare per kvadratkilometer. Närmaste större samhälle är Venustiano Carranza, 17,6 km nordväst om San Antonio el Limón Dos. I omgivningarna runt San Antonio el Limón Dos växer huvudsakligen savannskog.